# Кристоф Фердинанд III Фридрих фон Дегенфелд
Кристоф Фердинанд III Фридрих фон Дегенфелд (на немски: Christoph Ferdinand III. Friedrich von Degenfeld; * 31 май 1739 в Ерщет, днес в Зинсхайм; † 12 септември 1812 в Ерщет) е благородник от род Дегенфелд, господар на Ерщет, Вайбщат, Унтербигелхоф и (от 1784) Вагенбах в Баден-Вюртембергм също съ-господар в дворец Нойхауз и Ойленхоф. Той е от 1792 г. сеньор на кондоминат-господството Дегенфелд-Нойхауз.
Той е най-малкият син на Кристоф Фердинанд I фон Дегенфелд (1699 – 1766) и съпругата му Клара Юлиана фон Геминген-Видерн (1699/1700 – 1766), дъщеря на Йохан Райнхард фон Геминген-Видерн (1648 – 1713). Внук е на Фердинанд Фридрих I фон Дегенфелд (1661 – 1717) и Мария Филипина Доротея фон Хелмщат († ок. 1706).
По-големите му братя са Райнхард Филип Фридрих (1722 – 1784) и Кристоф Еберхард Фридрих (1737 – 1792).

## Фамилия
Кристоф Фердинанд III Фридрих фон Дегенфелд се жени на 19 август 1767 г. във Вимпфен ам Берг за фрайин Доротея Регина Елеонора фон Щайн цум Рехенщайн (* 26 януари 1744, Мюлхаузен; † 11 февруари 1799, Ерщет), вдовица на Йохан Филип фон Геминген (1729 – 1766), дъщеря на фрайхер Лудвиг Фридрих фон Щайн цум Рехенщайн и Анна Мария София Ветцел фон Марсилиен. Те имат седем деца:
- Елизабета Хенриета Елеонора (1770 – 1797)
- Йохана София Бенедикта (1771 – 1779)
- Леополдина Шарлота Клара (1774 – 1775)
- Кристоф Готфрид Еберхард Фердинанд (*/† 1774)
- Кристоф Вилхелм Фердинанд (* 28 октомври 1776 в Ерщет; † 25 май 1831 в Манхайм), женен I. за Фридерика Себастиана Филипина фон Геминген-Гутенберг (1785 – 1811), дъщеря на Карл Фридрих Райнхард фон Геминген (1739 – 1822), министър в Бранденбург-Ансбах, и Филипина Магдалена фон Воелварт (1750 – 1825), II. за Тереза Вилхелмина Фридерика Каролина фон Клозен († 1834)
- Вилхелм Фридрих Еберхард Бернхард (1778 – 1855), баденски генерал майор на кавалерията, женен за Каролина Фридерика фон Малер (1783 – 1830)
- София Юлиана Йохана Шарлота (1783 – 1790)